# Бариліт
Барилі́т (дав.-гр. βαρυζ — «важкий» і дав.-гр. λιτθοσ — «камінь») — мінерал, рідкісний діортосилікат барію та берилію (за іншими даними — алюмінію) острівної будови.

## Етимологія та історія
Відкритий В. Бломстрандом 1876 року.

## Загальний опис
Хімічна формула: 4[BaBe2Si2O7] або BaAl2[Si2O7].
Сингонія ромбічна.
Агрегати таблитчастих призматичних кристалів.
Густина 4,0—4,7.
Твердість близько 7.
Блиск жирний, скляний. Безбарвний, напівпрозорий.
Зустрічається в Логнбан (Швеція), Франклін (Нью-Джерсі, США), а також у Вишневих горах на Уралі разом з гедифаном, баритом, гранатом, кальцитом, вілемітом. Рідкісний.